# Sitio de Almenar
El sitio de Almenar en 1641 fue uno de los episodios ocurridos durante la sublevación de Cataluña.

## Antecedentes
Poco después de la revuelta que supuso el Corpus de Sangre, el ejército de Felipe IV ocupó Tortosa y Tarragona, y el 17 de enero de 1641, ante la alarmante penetración del ejército castellano, Pau Claris, al frente de la Generalidad de Cataluña, proclamó la República Catalana acordando una alianza política y militar con Francia, poniendo Cataluña bajo la obediencia de Luis XIII de Francia. Pocos días después, con la ayuda del ejército francés, la Generalidad obtuvo una importante victoria militar en la batalla de Montjuic del 26 de enero de 1641, y las tropas castellanas se retiraban a Tarragona.
El 4 de mayo de 1641, el grupo francés de Henri d'Escoubleau de Sourdis se presentó delante de Tarragona e inició el bloqueo de la ciudad con las tropas de tierra de Philippe de La Mothe-Houdancourt. Durante los meses de mayo y junio, se luchó en los alrededores de Tarragona; el Fuerte de Salou cayó en poder de los franceses el 9 de mayo y batalla de Constantí se libró el 13 de mayo. Después de ser derrotados del 30 de junio al 4 de julio de 1641 en la primera batalla de Tarragona, los españoles construyeron un nuevo grupo comandado por García Álvarez de Toledo y Mendoza, que consiguió entregar provisiones a la ciudad e hizo huir al ejército francés al Rosellón.
Después de esto, los españoles fueron concentrando tropas en la frontera de Aragón para atacar Lérida.

## El Sitio
La villa de Almenar fue asediada en noviembre de 1641 por las tropas castellanas, dirigidas por Jacinto Loris, y defendida por el capitán Jaume d'Algerri con únicamente 100 arcabuceros, hasta que llegó el general Philippe de La Mothe-Houdancourt, que envió durante la noche a 100 caballeros que hicieron sonar las trompetas y tambores, haciendo creer a los españoles que se enfrentaban con un ejército superior, haciendo huir a los sitiadores, que dejaron la artillería y bagajes en poder del ejército franco-catalán.

## Consecuencias
Posteriormente, Almenar fue tomada y saqueada por el mismo Loris, y la iglesia, incendiada. Diego Mexía Felípez de Guzmán, marqués de Leganés, intentaría tomar Lérida, y las tropas franco-catalanas continuaron avanzando hasta conquistar Monzón e intentar conquistar Tortosa sin éxito.